# En saloncowboy
En saloncowboy er en amerikansk stumfilm fra 1922 af Charles Maigne.

## Medvirkende
- Mary Miles Minter som Jessica Weston
- Tom Moore som Teddy North
- Viora Daniel som Molly X
- Margaret Gibson som Midge
- Robert Schable som Weston
- Guy Oliver som Ross
- Tom London som Joe
- Bobby Mack